# Albert Brojka
Albert Brojka (ur. 19 października 1958 w Tiranie) – minister przemysłu, transportu i handlu Albanii w latach 1994-1995, minister spraw publicznych i turystyki Albanii w 1996 roku, burmistrz Tirany w latach 1996-2000.

## Życiorys
Ukończył studia z zakresu geologii. Pełnił funkcję ministra przemysłu, transportu i handlu Albanii w latach 1994-1995 i ministra spraw publicznych i turystyki w 1996 roku.
W latach 1996–2000 był burmistrzem Tirany.